# Mucropetraliella philippinensis
Mucropetraliella philippinensis är en mossdjursart. Mucropetraliella philippinensis ingår i släktet Mucropetraliella och familjen Petraliellidae.
Artens utbredningsområde är Röda havet. Inga underarter finns listade i Catalogue of Life.